# Confederação Operária Brasileira
A Confederação Operária Brasileira (COB) foi a primeira central sindical do Brasil, fundada em 1908, sob as bases de acordo do Primeiro Congresso Operário Brasileiro de 1906. Através de seu jornal, A Voz do Trabalhador, permitiu uma certa coordenação e troca de informações no interior do movimento operário brasileiro em nível nacional. A COB era formada por federações nacionais de indústria ou de ofício, uniões locais ou estaduais de sindicatos, sindicatos isolados em locais onde não existiam federações ou de indústrias e ofícios não federados.
Durante os primeiros anos de existência, a COB reuniu cerca de 50 sindicatos, sobretudo os organizados na Federação Operária do Rio de Janeiro (FORJ), na Federação Operária de São Paulo (FOSP) e na Federação Operária do Rio Grande do Sul (FORGS), principais bases de sustentação da confederação, e também aqueles organizados na Federação Socialista Baiana (FSB), na Federação Operária Local de Santos (FOLS), entre outras.
Os membros da COB consideravam que ela deveria defender as aspirações fundamentais da classe operária, sem distinção de escola e de partido, de modo que qualquer membro de uma organização, fosse ela social-democrata, socialista, anarquista ou de outra tendência, pudesse aceitá-la inteiramente. Julgava-se, pois, que a condição para o sucesso do sindicato estava na sua autonomia, que garantiria a supressão dos conflitos entre as diferentes tendências políticas presentes entre os trabalhadores.

## História

### Antecedentes
Os primeiros anos do século XX reuniram algumas condições favoráveis à eclosão de movimentos reivindicativos dos trabalhadores no Brasil, com uma conjuntura econômica propícia à obtenção de ganhos, com uma fase de expansão da economia iniciada em 1903 e a proliferação de organizações operárias voltadas para a luta sindical. A maioria das greves nos primeiros anos da década de 1900 teve caráter bastante circunscrito, muitas vezes limitado a uma única empresa. Foi a partir de 1903 que os movimentos começaram a envolver categorias inteiras e, por vezes, diversas categoriais. A greve da indústria têxtil na capital federal em agosto-setembro daquele ano foi um marco nesse sentido, sobretudo por envolver uma categoria submetida ao trabalho mecânico, com considerável presença de mulheres e menores, e que não contava com a experiência organizativa das categorias artesanais qualificadas, que já se organizavam em associações mutualistas. Outro aspecto marcante da greve foi ter recebido a adesão de outras categorias, o que lhe conferiu ares de uma greve geral, reunindo milhares de trabalhadores. A greve foi precedida de uma série de mobilizações localizadas que deram origem ao primeiro sindicato industrial do Distrito Federal, a Federação dos Operários em Fábricas de Tecidos. A greve foi duramente reprimida e nenhuma de suas reivindicações foram atendidas. Apesar da derrota, esse movimento lançou as bases de um sindicalismo mais calcado na ação direta no Rio de Janeiro. À época, a paralisação foi descrita como "o mais importante movimento grevista até então realizado no Brasil". Um mês depois da greve, foi fundada a Federação das Associações de Classe no Distrito Federal. Ainda em 1905 foi fundada na capital paulista a Federação Operária de São Paulo (FOSP). Ambas as instituições ilustram o aumento no número de associações operárias e de federações no período que precedeu a realização do Primeiro Congresso Operário Brasileiro.

### Primeiro Congresso Operário Brasileiro (1906)
Em dezembro de 1905, com o ascenso das organizações operárias, foi publicada na imprensa brasileira uma convocatória da Federação das Associações de Classe para o Primeiro Congresso Operário Brasileiro, a ser realizado no Distrito Federal em 1906. A convocatória explicitava que "só poderão tomar parte no Congresso os socialistas, ficando proibidos os elementos revolucionários", pois ao lado da intenção de criação da "União Geral dos Trabalhadores do Brasil, ou qualquer outro que for escolhido", seria discutido "se o operário deve ou não ser político". A explícita repulsa aos elementos revolucionários manifestava a existência de tensões entre as correntes anarquistas e socialistas, que incidiam sobre o movimento operário brasileiro naquele período. De qualquer forma, os anarquistas se fizeram presentes no Congresso.

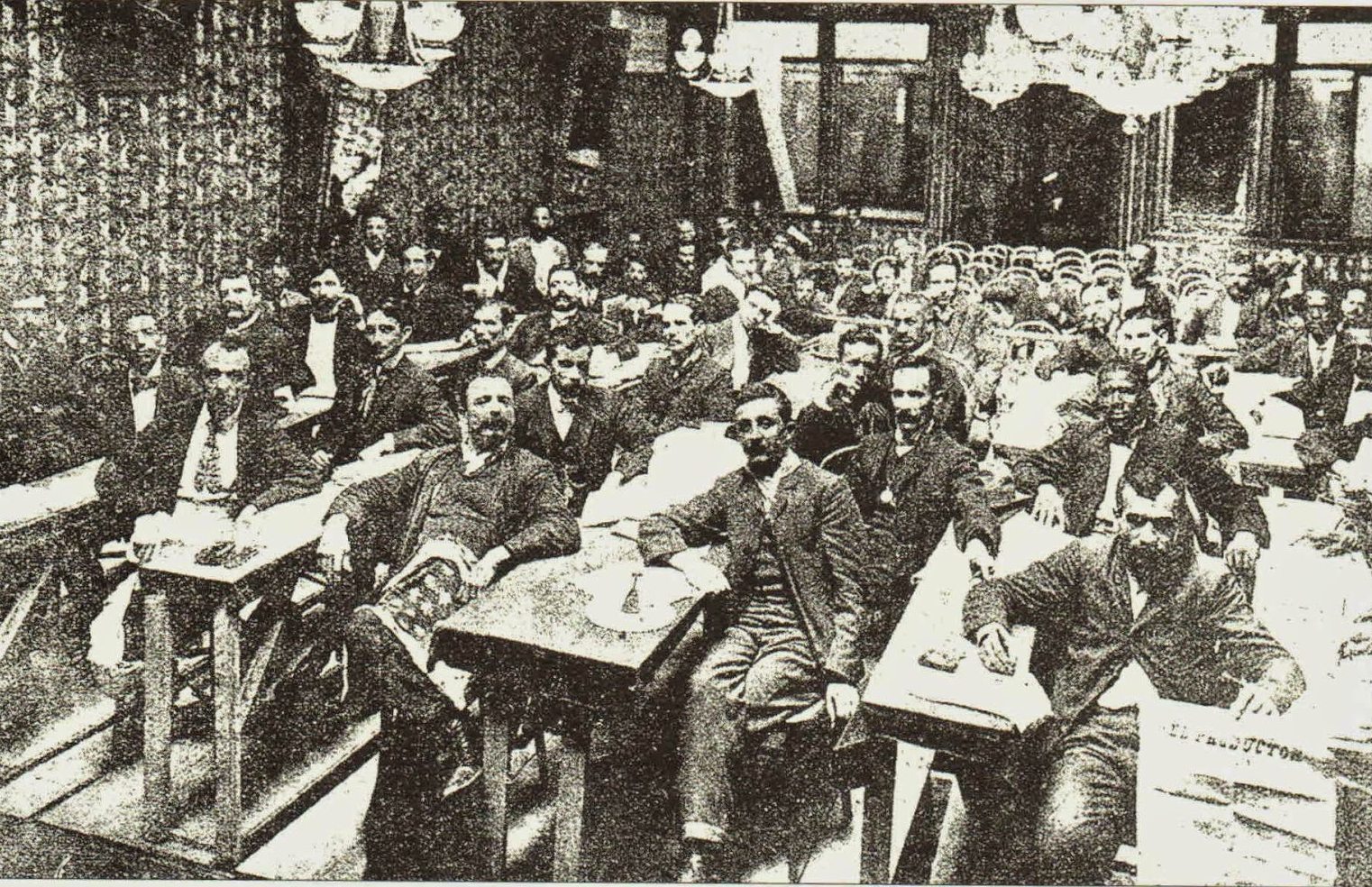
Delegados do 1º Congresso Operário Brasileiro, realizado em abril de 1906, reunidos no Centro Galego, no Rio de Janeiro.

O Congresso foi realizado entre 15 e 22 de abril de 1906, no Centro Galego, no Rio de Janeiro, com a presença de 43 delegados representando 28 associações ligadas a ramos industriais e categorias como estivadores, ferroviários, trabalhadores em trapiches e café e integrantes do setor de serviços. Mesmo não sendo maioria, os anarquistas — entre eles Edgard Leuenroth, Mota Assunção, Luiz Magrassi e Alfredo Vasques — conseguiram fazer valer suas teses, influenciando o Congresso de maneira significativa. Desse modo, as resoluções aprovadas refletiram a influência do sindicalismo revolucionário, concepção sindical defendida pelos anarquistas brasileiros naquele período. Assim, a neutralidade sindical, o federalismo, a descentralização, a ação direta e a greve geral, pautas levantas pelos militantes anarquistas, passaram a fazer parte do dos princípios dos sindicatos signatários das propostas do Congresso. A opção pelo sindicalismo revolucionário deu-se pela capacidade de aglutinação e abrangência desse programa, que previa a possibilidade de convivência de opiniões políticas e religiosas diversas, priorizando o campo de luta econômico, por ser ele mais universal e de clara compreensão, como o de interesse comum de todos os operários, e foi considerada uma vitória dos anarquistas, na medida em que atacou as pretensões de influentes socialistas reformistas militantes do movimento operário brasileiro, como era o caso de Pinto Machado, dirigente da União Operária do Engenho de Dentro, do Rio de Janeiro. O Congresso decidiu, ainda, que uma confederação e um jornal sindical deveriam ser criados para prestarem auxílio às federações e dar voz ao coletivo de associações. Entre os objetivos dessa confederação, estariam a promoção da união dos trabalhadores para a defesa de seus interesses morais, materiais, econômicos e profissionais; estreitar laços de solidariedade entre o proletariado organizado, dando maior força e coesão a seus esforços; estudar e propagar os meios de emancipação do proletariado e defender publicamente as reivindicações econômicas dos trabalhadores.

### Primeira fase (1908-1909)
A Confederação Operária Brasileira (COB) iniciou suas atividades no Rio de Janeiro em março de 1908, dois anos após a realização do Primeiro Congresso Operário Brasileiro. De acordo com a sua constituição, a COB passou a publicar no Rio o periódico A Voz do Trabalhador, cujo primeiro número apareceu no início do ano. Durante seus primeiros anos de existência, a COB reuniu cerca de 50 sindicatos, sobretudo organizados na Federação Operária do Rio de Janeiro (FORJ), na Federação Operária de São Paulo (FOSP), na Federação Operária do Rio Grande do Sul (FORGS) e na Federação Socialista Baiana (FSB), principais bases de sustentação da confederação.
A primeira fase da COB durou até dezembro de 1909, quando saiu o vigésimo primeiro número de A Voz do Trabalhador, que em seguida fechou as portas. Nesse período, apresentou notícias da confederação e das associações a ela federadas, de suas reuniões, assembleias e greves; denunciou a exploração e as condições de trabalho nas fábricas e outros locais de trabalho; incentivou a luta pela jornada de oito horas, organizando também comícios de propaganda para esse fim. Também foram realizados comícios contra a Lei Adolfo Gordo e a expulsão de imigrantes e contra uma propalada guerra entre o Brasil e a Argentina. A COB também organizou comícios de protesto contra a execução, pelo governo espanhol, do pedagogo anarquista Francisco Ferrer y Guardia. Durante os anos de 1910, 1911 e parte de 1912, a COB e as federações operárias não tiveram grande atuação.

### Rearticulação e Segundo Congresso Operário Brasileiro (1913)
Em agosto de 1912, alguns sindicatos começaram uma nova onda de greves que perduraria até a recessão econômica de 1914. Em seus primeiros meses, os operários obtiveram uma série de vitórias, como foi o caso do aumento salarial concedido aos sapateiros do Rio de Janeiro. Em várias ocasiões os grevistas concordaram em retornar ao trabalho, sob a promessa dos patrões de atender parcialmente às suas reivindicações. A mais importante dessas greves ocorreu em Minas Gerais, em Juiz de Fora, onde, no mês de agosto, várias categorias paralisaram suas atividades e o movimento assumiu as dimensões de uma greve geral. Além das greves pela redução da jornada de trabalho, entre 1912 e 1913 ocorreram diversas manifestações contra as expulsões de estrangeiros e campanhas contra a carestia de vida.
O novo ascenso do movimento operário trouxe reações por parte das autoridades, com a intensificação da repressão e uma tentativa de ampliar e tornar mais rigorosos os termos da Lei Adolfo Gordo. Por outro lado, a colaboração do presidente Hermes da Fonseca, eleito em 1910, junto aos cooperativistas, possibilitou a realização do chamado Quarto Congresso Operário Brasileiro em novembro de 1912, na sede do Senado Federal e com o apoio do deputado federal Mário Hermes. Tal congresso, excluindo as tendências revolucionárias, tinha como objetivo a criação de um Partido Operário e de uma nova central, a Confederação Brasileira do Trabalho (CBT). Um grupo de militantes do Rio Grande do Sul se fez presente e se retirou depois de apresentar uma moção de protesto na qual eram denunciados os propósitos do evento e reivindica-se a legitimidade exclusiva da COB. As resoluções desse congresso não foram muito além da publicação de um opúsculo, tendo pouco ou nenhum resultado prático em termos de articulação nacional, de construção de uma nova central ou partido operário. Pelo contrário, a divulgação de seus preparativos motivou os anarquistas e sindicalistas revolucionários a fomentar uma rearticulação junto ao movimento operário e, assim, ainda em 1912, começou a surgir a discussão entre os anarquistas sobre a urgência de um novo Congresso Operário Brasileiro para avaliar os efeitos das deliberações de 1906 e a definição de novos rumos para combater o avanço reformista. A FORJ, praticamente inativa desde 1910, foi revigorada por uma reunião de vários líderes sindicalistas em maio de 1912 e, no princípio de outubro, reuniu líderes operários do Rio de Janeiro com o propósito de reativar a COB, preparando uma Comissão Reorganizadora. A Comissão declarou, em janeiro de 1913, a reconstituição da COB, cuja direção incluía Rosendo dos Santos como secretário geral, e João Leuenroth, irmão de Edgard, como tesoureiro. O periódico A Voz do Trabalhador também foi reativado. No fim de 1912, a Comissão Reorganizadora da COB enviou às associações operárias circulares em que lhes pedia a nomeação de delegados para o Segundo Congresso Operário Brasileiro, a ser instalado no Rio de Janeiro, e em janeiro de 1913, a Comissão declarou a "reconstituição" da COB.
O Segundo Congresso Operário Brasileiro realizou-se entre os dias 8 e 13 de setembro de 1913, na sede da COB, situada à rua dos Andradas, nº 87, no Rio de Janeiro. Puderam aderir ao congresso somente associações exclusivamente operárias e, que fossem compostas de um mínimo de 25 sócios. Participaram desse congresso delegados de 59 associações, além de representantes jornais considerados defensores da causa operária, como A Voz do Trabalhador, do Rio de Janeiro, A Lanterna e Germinal, de São Paulo, e O Trabalho, de Bagé, sendo seus delegados, respectivamente, Myer Feldman, Edgard Leuenroth, Astrojildo Pereira e Antonio Esperidião.

### Tentativas de reorganização
Em maio de 1934, durante o governo de Getúlio Vargas, militantes anarquistas de São Paulo tentaram reorganizar a COB. A Confederação contou com o apoio de sindicatos independentes da capital e do interior de São Paulo, da União dos Operários em Construção Civil de Recife, da Federação dos Núcleos Proletários Antipolíticos de Porto Alegre e do Sindicato Único dos Alfaiates de Uruguaiana. O comitê pró-COB realizou reuniões aprovando seus estatutos, porém, não houve mais notícias a seu respeito após agosto de 1934.
A partir de 1985, com o fim da ditadura militar brasileira, houve novas tentativas de reorganização da COB, desta vez, com uma proposta anarcossindicalista. A iniciativa foi impulsionada pelo jornal O Inimigo do Rei e por militantes como Jaime Cubero. Sob o impacto das greves de 1978-1980 no ABC Paulista e a emergência do chamado "novo sindicalismo", os anarquistas articulados em torno do periódico O Inimigo do Rei afirmaram:
O operário está verificando a necessidade de agir diretamente, buscando as saídas, como procuravam os trabalhadores brasileiros das duas primeiras décadas do século, através de federações que agiam sem pactos com partidos ou com governo, numa luta que convergia nacionalmente para a Confederação Operária.

A tentativa de rearticulação da COB também contou com o engajamento de muitos jovens saídos do movimento punk e anarcopunk, que tiveram um papel ativo na organização de núcleos pró-COB. A iniciativa perdeu força em meados da década de 1990. Pelo menos até 2005, alguns núcleos pró-COB continuaram ativos em São Paulo e no Rio Grande do Sul.

## Estrutura organizativa
Seguindo os princípios do sindicalismo revolucionário, a COB adotou uma estrutura organizacional federativa. Esse sistema garantia aos indivíduos ampla autonomia nos sindicatos, aos sindicatos em suas respectivas federações e, por sua vez, às federações pertencentes à COB. Desse modo, a confederação era formada por federações nacionais de indústria ou de ofício, uniões locais ou estaduais de sindicatos, sindicatos isolados em locais onde não existiam federações ou de indústrias e ofícios não federados. Somente os sindicatos formados exclusivamente por trabalhadores assalariados e que tivessem como objetivo principal a resistência no terreno econômico podiam fazer parte da confederação.
A estrutura da COB adotava direções colegiadas e estruturas não-hierárquicas, sem a existência do cargo de presidente ou de funcionários pagos nos sindicatos. Cada sindicato que aderia tinha um delegado na confederação e devia contribuir para as despesas com uma cota mensal de 20 réis por cada um dos membros. A comissão responsável pela confederação era eleita por dois anos e distribuía os encargos entre seus membros. Segundo decisão do Primeiro Congresso Operário Brasileiro, e seguindo os princípios do sindicalismo revolucionário, a confederação não filiava-se a nenhuma escola política ou doutrina religiosa, não podendo tomar parte coletivamente em eleições, manifestações partidárias ou religiosas, nem podendo um sócio qualquer servir-se de um título da confederação ou de uma função da confederação em ato eleitoral ou religioso.
A COB teve sua primeira sede instalada inicialmente num sobrado da rua do Hospício (atual rua Buenos Aires), nº 144, no centro do Rio de Janeiro. Mais tarde, em setembro de 1913, a sede da COB passaria à rua dos Andradas, nº 87, mesmo local da sede da FORJ.